# Gerhard Huisken
Gerhard Huisken (né le 20 mai 1958) est un mathématicien allemand.

## Biographie
Après avoir terminé l'école secondaire en 1977, Huisken entreprend des études en mathématiques à l'Université de Heidelberg. En 1982, un an après son diplôme, il a complété son Doctorat à l'Université de Heidelberg. Sa thèse portant sur les équations aux dérivées partielles non-linéaires est intitulée Reguläre Kapillarflächen dans negativen Gravitationsfeldern.
De 1983 à 1984, Huisken est chercheur au Centre d'analyse mathématique à l'Université nationale australienne (ANU) à Canberra. Là, il s'est tourné vers la géométrie différentielle, en particulier des problèmes de flux de courbure moyenne (en) et des applications de la relativité générale. En 1985, il est retourné à l'Université de Heidelberg, et a obtenu son habilitation à diriger des recherches en 1986. Après un certain temps en tant que professeur invité à l'Université de Californie à San Diego, il est retourné à ANU, de 1986 à 1992, d'abord comme chargé de cours, puis en tant que lecteur. En 1991, il a été professeur invité à l'Université Stanford. De 1992 à 2002, Huisken a été professeur à l'Université de Tübingen, doyen de la faculté de mathématiques de 1996 à 1998. De 1999 à 2000, il a été professeur invité à l'Université de Princeton.
En 2002, Huisken est devenu directeur de l'Institut Max-Planck de physique gravitationnelle (Institut Albert-Einstein) à Potsdam et, dans le même temps, il est professeur honoraire à l'Université libre de Berlin. En avril 2013, il a pris le poste de directeur de l'Institut de recherches mathématiques d'Oberwolfach, avec un poste de professeur à l'Université de Tübingen. Il reste membre scientifique externe de l'Institut Max-Planck de physique gravitationnelle.
Parmi les doctorants de Huisken figure Simon Brendle.

## Travaux
Les travaux de Huisken se situent à l'intersection de l'analyse, de la géométrie et de la physique. De nombreux phénomènes en physique mathématique et en géométrie sont liées à des courbes, des surfaces et des espaces. En particulier, Huisken a travaillé sur la déformation des surfaces au cours du temps, dans des situations où les règles de la déformation sont déterminées par la géométrie de ces surfaces elles-mêmes.
Par exemple, la formule de la monotonie de Huisken (en) est un outil important dans l'analyse des flux de courbure moyenne (en).
Gerhard Huisken a apporté d'importantes contributions à la relativité générale. En 1997, avec Tom Ilmanen (ETH Zurich), il a été en mesure de prouver la conjecture de Penrose pour les trous noirs pour le cas d'une variété riemannienne en trois dimensions ayant une courbure scalaire positive, en présence d'un trou noir.

## Prix et distinctions
Huisken est membre de l'Académie des sciences de Heidelberg, de l'Académie des sciences de Berlin-Brandebourg, l'Académie allemande des sciences Leopoldina, et de l'American Mathematical Society.
En 1991 il reçoit la Médaille de la Société mathématique australienne, en 2002 il est lauréat de la Conférence Gauss de la Société mathématique allemande et en 2003 il reçoit le Prix Gottfried-Wilhelm-Leibniz.
En 1998, il a été conférencier invité au congrès international des mathématiciens à Berlin avec une conférence intitulée « Evolution of hypersurfaces by their curvature in Riemannian Manifolds ».

## Publications
(octobre 2018).
- Flow by mean curvature of convex surfaces into spheres, J. Differential Geom. 20 (1984), no. 1, 237–266.
- Contracting convex hypersurfaces in Riemannian manifolds by their mean curvature, Invent. Math. 84 (1986), no. 3, 463–480.
- avec K. Ecker: Mean curvature evolution of entire graphs, Ann. of Math. (2) 130 (1989), no. 3, 453–471.
- Asymptotic behavior for singularities of the mean curvature flow, J. Differential Geom. 31 (1990), no. 1, 285–299.
- avec K. Ecker: Interior estimates for hypersurfaces moving by mean curvature, Invent. Math. 105 (1991), no. 3, 547–569.
- avec S. T. Yau: Definition of center of mass for isolated physical systems and unique foliations by stable spheres with constant mean curvature, Invent. Math. 124 (1996), no. 1–3, 281–311.
- avec C. Sinestrari: Convexity estimates for mean curvature flow and singularities of mean convex surfaces, Acta Math. 183 (1999), no. 1, 45–70
- avec T. Ilmanen: The inverse mean curvature flow and the Riemannian Penrose inequality, J. Differential Geom. 59 (2001), no. 3, 353–437.
- avec C. Sinestrari: Mean curvature flow with surgeries of two-convex hypersurfaces, Invent. Math. 175 (2009), no. 1, 137–221.
- Evolution Equations in Geometry, in Engquist, Schmid (Ed.) Mathematics Unlimited – 2001 and beyond, Springer 2001